# Farm Aar
Bei der Farm Aar handelt es sich um eine Farm in der Region ǁKaras in Namibia. Sie gilt als der wichtigste Fundort von Fossilien des Ediacarium (vor 635 Millionen Jahren bis vor etwa 541 Millionen Jahren) in Afrika. Zudem findet man hier weitreichende Felsgravuren. Die Farm wurde am 1. September 2011 in die Liste der Nationalen Denkmäler in Namibia aufgenommen.
Die Farm wurde zudem als einer von zwei möglichen Standorten für das internationale Gammaastronomie-Teleskop Cherenkov Telescope Array gehandelt.

## Geschichte
Die ersten Funde in dem Gebiet machten zwischen 1908 und 1914 die deutschen Geologen Hans Schneiderhöhn und Paul Range unter Leitung von Georg Gürich. Dieser stellte die Funde Ende 1929 beim Internationalen Geologen-Kongress im südafrikanischen Pretoria vor. Hier wurde eine der Fossilien nach den beiden Entdeckern Rangea schroederhoehni benannt. 1930 unternahm Gürich weitere internationale Untersuchungen an den dort gefundenen Pteridinia.
Im Anfang des Ersten Weltkrieges betrieb die Schutztruppe bei Aus eine Kurzwellenfunkstation. Auf Farm Aar wurde eine Inschrift, die an diese „Funkenstation“ erinnert, gefunden.

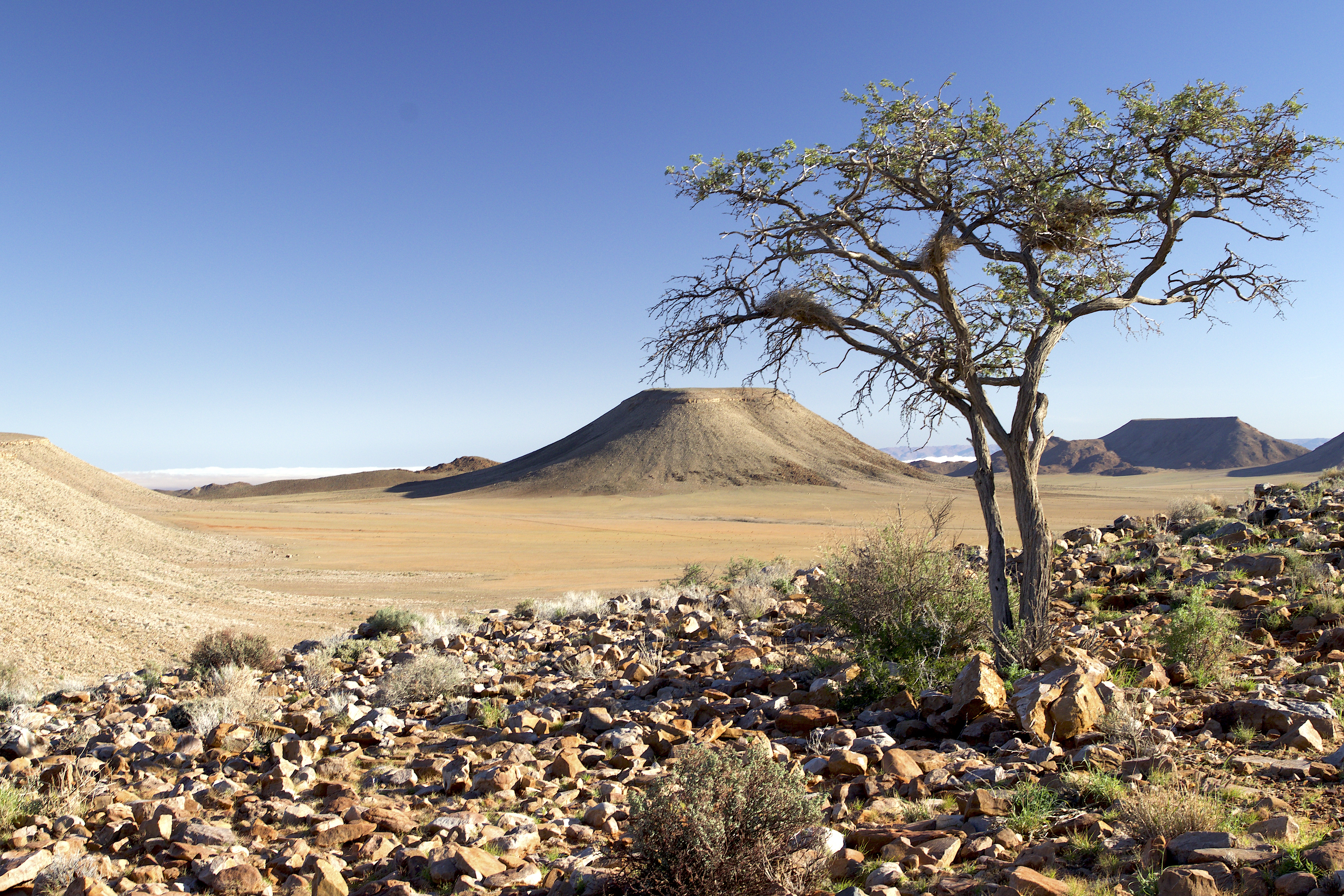
Farm Aar in Namibia (2018)
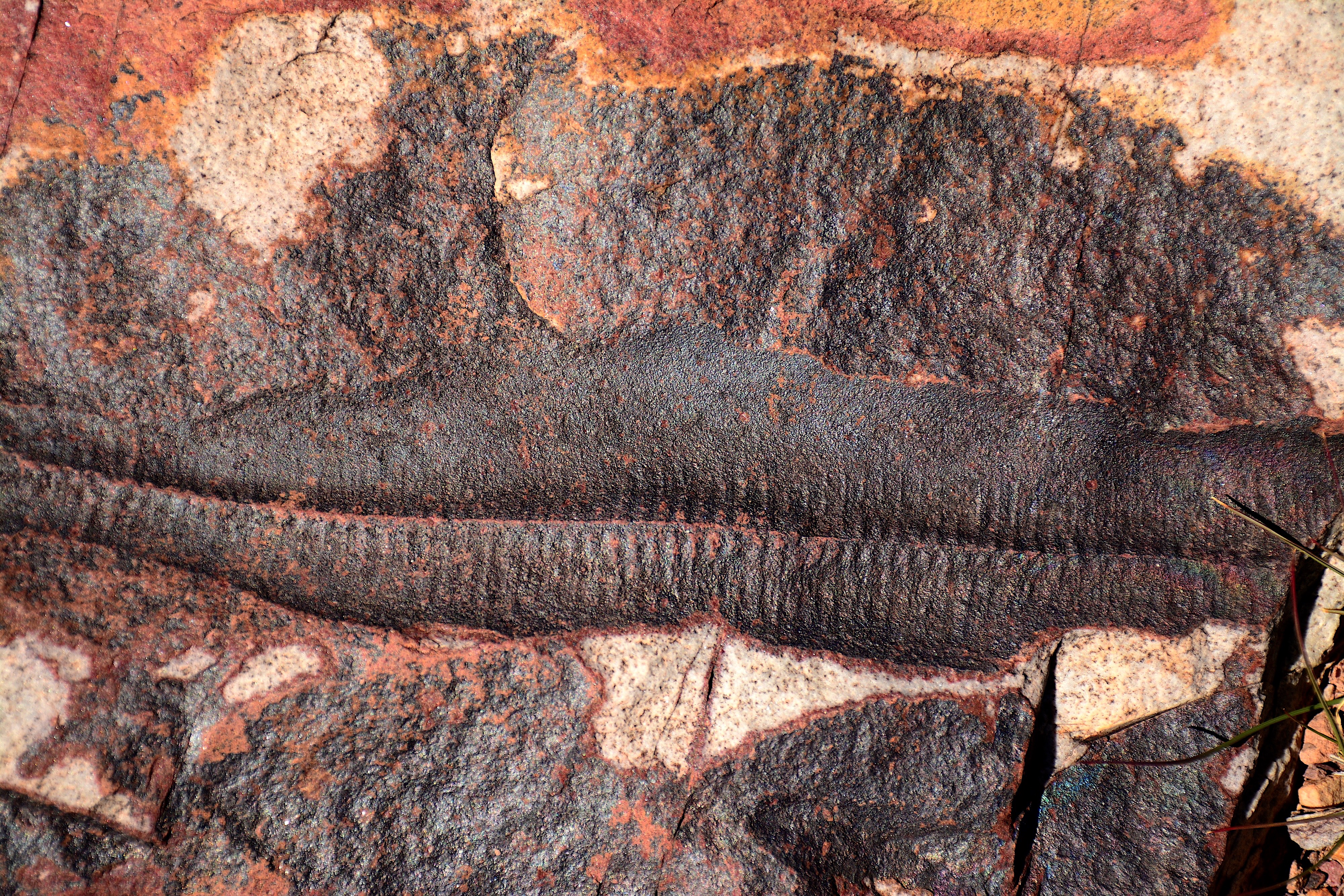
Ein auf Farm Aar gefundenes Fossil
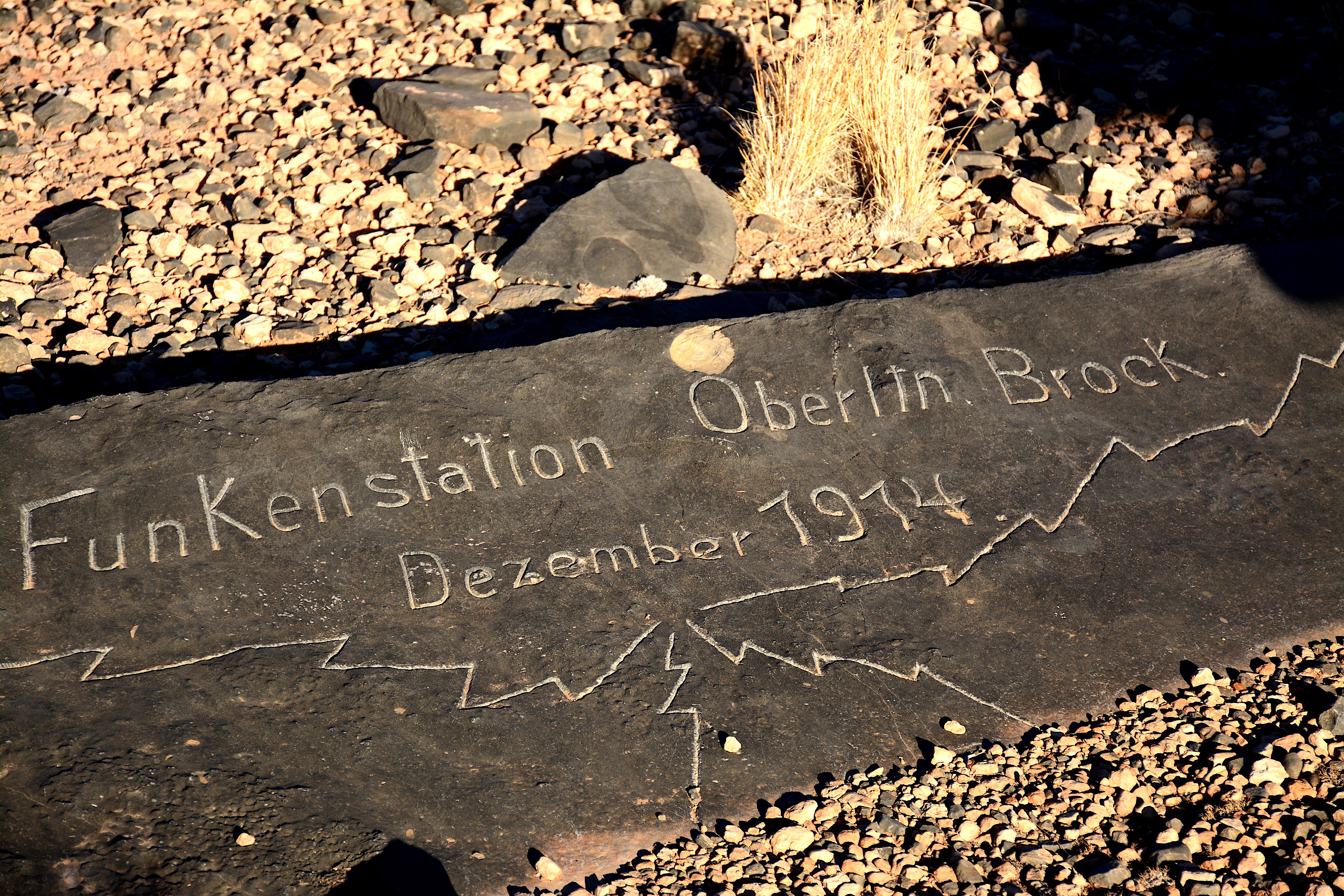
Ein auf Farm Aar gefundener Gedenkstein erinnert an die „Funkenstation“ von Aus (2015)

## Anmerkung
1. ↑  Anmerkung: Dieser Artikel enthält Schriftzeichen aus dem Alphabet der im südlichen Afrika gesprochenen Khoisansprachen. Die Darstellung enthält Zeichen der Klicklautbuchstaben ǀ, ǁ, ǂ und ǃ. Nähere Informationen zur Aussprache langer oder nasaler Vokale oder bestimmter Klicklaute finden sich z. B. unter Khoekhoegowab.